# Rhaphipodus fontanieri
Rhaphipodus fontanieri är en skalbaggsart som beskrevs av Auguste Lameere 1915. Rhaphipodus fontanieri ingår i släktet Rhaphipodus och familjen långhorningar. Inga underarter finns listade i Catalogue of Life.